# Дуглас, Уильям, лорд Лиддесдейл
Сэр Уильям Дуглас, лорд Лиддесдейл (англ. William Douglas, Lord of Liddesdale; около 1300—1353) — шотландский дворянин и военный, также известный как Рыцарь Лиддесдейла и Цветок рыцарства. Участник Второй войны за независимость Шотландии.

## Семья
Отец Дугласа, Джеймс Дуглас из Лотиана, мелкий землевладелец в Лотиане, приходился троюродным братом сэру Джеймсу Дугласу «Доброму», герою Первой войны за независимость Шотландии. В какой-то момент около 1323 году Дуглас унаследовал свой маленький феод. Около 1327 года он стал крестным отцом своего троюродного брата Уильяма, сына сэра Арчибальда Дугласа и племянника сэра Джеймса Дугласа «Доброго». Дуглас занимал второстепенные государственные должности, и до 1332 года о нем мало кто слышал.

## Вторая война за независимость Шотландии
Король Шотландии Роберт Брюс умер в 1329 году, а также сэр Джеймс Дуглас «Добрый» во время крестового похода в 1330 году, сын Брюса Давид II был ребенком. Король Англии Эдуард III Плантагенет (1327—1377), сын Эдуарда II, только что достиг совершеннолетия и, как известно, возмущался позором своего отца от рук шотландцев и собственным предполагаемым унижением, когда его заставили подписать Нортгемптонский договор в 1328 году, всего за шестнадцать лет.

### Лишенные наследства и Баллиол
Партия, известная как Лишенные наследства (старшие англо-шотландские дворяне, проигравшие после Бэннокбёрна), призвала Эдварда Баллиола, сына бывшего короля Шотландии Джона Баллиола из Франции в 1331 году, с целью вернуть его на трон и свои привилегии. Всю зиму и весну 1332 года лишенные наследства во главе с ветераном кампании Генри де Бомонтом и Баллиолем при молчаливой поддержке, но внешнем нейтралитете английского короля Эдуарда III собирали припасы и людей для вторжения в Шотландию. Последний из старой гвардии Томас Рэндольф, 1-й граф Морей, племянник Роберта Брюса умер в июле, и кризис руководства в Шотландии сделал его подходящим для выбора. В нарушение Нортгемптонского договора, запрещавшего любые военные вторжения через границу, силы Баллиола отплыли от побережья Йоркшира, высадились в Кингхорне в Файфе и двинулись навстречу силам Дэвида Брюса. Битва при Дапплин-Муре была решающим поражением для защитников, и 24 сентября Эдвард Баллиол был коронован королем Шотландии. Баллиол не имел особой поддержки в своем новом королевстве, за исключением его исконных земель в Галлоуэе. Эдвард Баллиол и его армия двинулись через Лоуленд, стадая от партизанской тактики шотландцев, сторонников Давида Брюса. Эдвард Баллиол попал в засаду в битве при Аннане 16 декабря 1332 года. Брат Баллиола Генри, как говорят, погиб в стычке, и это первый случай, когда Уильям Дуглас упоминается в битве, и самому Эдварду Баллиолу пришлось с позором бежать на юг.

### Открытая война
В 1333 году король Англии Эдуард III Плантагенет отказался от претензий на нейтралитет, отказался от Нортгемптонского договора и напал на шотландский замок Берик-апон-Твид. Сэр Арчибальд Дуглас (родственник Уильяма), ныне лорд-хранитель Шотландии, выступил навстречу английскому войску. Противники встретились в битве при Халидон-Хилл 19 июля 1333 года. В результате шотландцы потерпели сокрушительное поражение. Был убит сэр Арчибальд и Уильям, молодой лорд Дуглас. Были взяты многие ценные заложники из числа шотландской знати. Молодой король Давид II, крестник Дугласа Уильям Дуглас и его брат Джон Дуглас бежали во Францию. Однако Эдуард III решил вернуть Баллиола в Шотландию и удалился на юг. Сторонники короля Давида избрали двух новых хранителей королевства, Джона Рэндольфа, 3-го графа Морея, внучатого племянника Брюса, и Роберта Стюарта, верховного наместника Шотландии и внука Брюса. В 1335 году Эдуард снова решил взять дело в свои руки и вошел в Шотландию с войсками, достаточно большими, чтобы занять весь юг страны, взяв Эдинбургский замок и сильно перестроив и укрепив его.

## Возмездие
Уильям Дуглас был схвачен ранее в 1333 году во время сражения, известного как Битва при Дорноке, и таким образом избежал бойни, которая уничтожила или захватила ведущих людей нации на Халидон-Хилле в 1333 году. После его освобождения в 1334 году он начал набеги на Галлоуэй под командованием Джона Рэндольфа, 3-го графа Морея, разбив и захватив в плен Гая II, графа Намюр, а в битве при Борофмюре. После поимки Рэндольфа и без его поддержки Уильям Дуглас начал строить свою собственную базу власти. Дуглас вернулся в свои земли в Лотиане, и, поскольку у него было жалкое количество арендаторов, он организовал группу людей, которые следовали за ним, основываясь на его боевой доблести. «Вооруженные банды во главе с Дугласом, его современником Александром Рамзи и другими жили» в бедности «и» как тени «, ведя партизанскую войну против англичан … Рамзи основал своих последователей в сети пещер в Хоторндин в Мидлотиане, в то время как Дуглас, действовавший из берлог в лесу [Эттрик] или холмах Пентленд, был дважды ранен и рисковал попасть в засаду, устроив засаду более крупным английским силам. Но эти лидеры, участвовавшие в мелкомасштабных войнах, были единственными активными противниками англичан на юге». Позже историки и хронисты будут восхвалять Дугласа и его партизан как «рыцарские школы», за что он получил прозвище «Цветок рыцарства», так же как они восхваляли его родственника Доброго сэра Джеймса за его партизанскую тактику в Первой войне за независимость.

## Увеличение влияния на юге
Как упоминалось ранее, у Уильяма Дугласа не было большой арендной базы, чтобы работать самостоятельно, поэтому большинство людей, возглавлявших его компании, были связаны родственными связями и их сторонниками. В его родном Лотиане явное лидерство Дугласа победило местных дворян и их последователей, но на остальной части юга именно военные успехи Дугласа снискали ему большую поддержку. Он стал известен как «Цеп англичан и стена шотландцев». На Дугласа начали смотреть так же, как на его знаменитого кузена «сэра Джеймса Доброго» поколением раньше.

### Калблин
В сентябре 1335 года основная часть партии Дэвида Брюса, собравшаяся в замке Думбартон и переизбравшая хранителем королевства, сэра Эндрю Мюррея, сына товарища Уильяма Уоллеса. Месяц спустя силы Мюррея встретились с английскими сторонниками Эдварда Балиола под командованием Дэвида де Стратбоги в Калблине, в Абердиншире. Армия Мюррея разделилась на две части, и Дуглас возглавил передовой отряд. Увидев Стратбоги, готового к битве, Уильям Дуглас остановился, словно колеблясь перед лицом готовности врага. Это произвело желаемый эффект, и Стратбоги повел своих людей в атаку; но их ряды начали распадаться, достигнув ожога, и Дуглас приказал контратаковать. Сэр Эндрю с арьергардом немедленно начал штурм открытого фланга противника. Нападение было настолько жестоким, что все кусты на пути рухнули. Прижатая впереди и атаковавшая сбоку армия Стратбоги сломалась. Не имея возможности сбежать и отказываясь сдаться, Стратбоги стоял спиной к дубу и был убит в последнем бою с небольшой группой последователей, включая Уолтера и Томаса Комина. Битва при Калблине, хотя отнюдь не самая крупная конфронтация в конфликте, сыграла решающую роль в судьбе последователей Давида Брюса и сильно деморализовала силы Эдварда Баллиола.

### Контроль границ и захват замка Эрмитаж

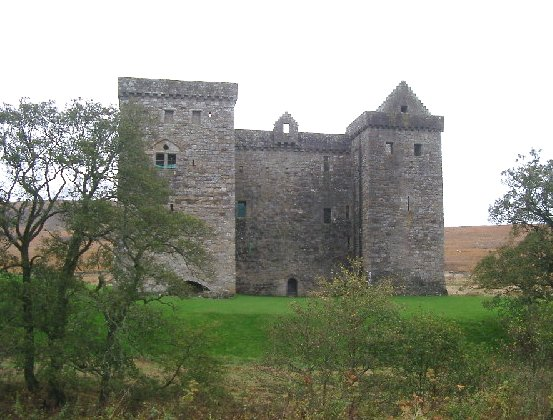
Замок Эрмитаж.

В конце 1330-х годов Дуглас продолжал укреплять свою базу власти в Южной Шотландии, используя Великий лес Эттрик в качестве прикрытия для организации все более суровых набегов на англичан, как это делал «Добрый сэр Джеймс» до него.
Уильям Дуглас захватил Лиддесдейл у англичан в 1337 году и в следующем году захватил замок Эрмитаж, ключевую крепость в Лиддесдейле и на большей части приграничного района. Эрмитаж был королевским замком при Брюсе, но был конфискован сэром Уильямом де Сулисом в 1320 году. Он был захвачен во время английского вторжения и передан англичанину сэру Ральфу де Невиллу.

### Захват Эдинбургского замка

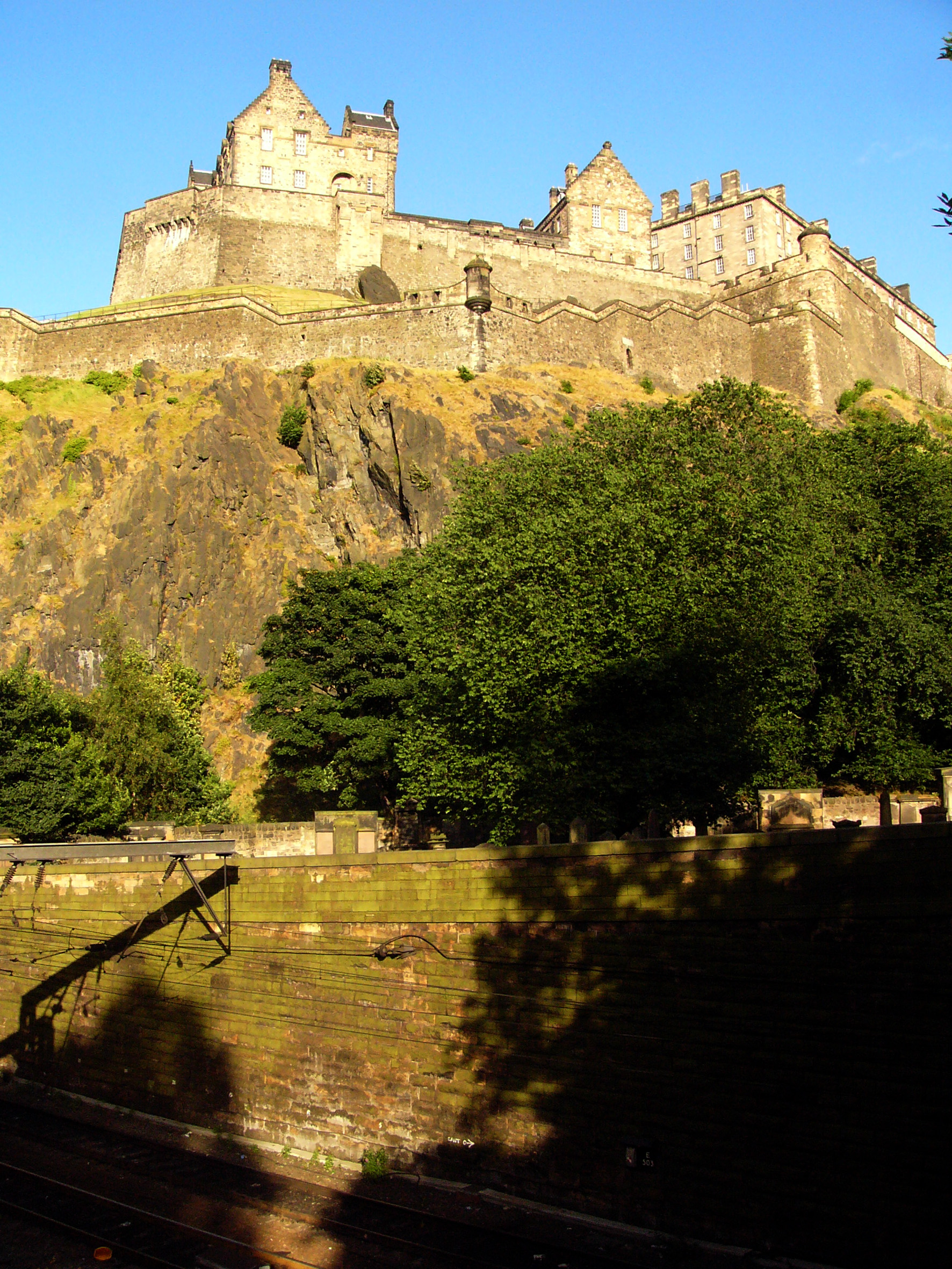
Эдинбургский замок.

К 1341 году опыт и способности Дугласа были таковы, что он смог отбить сильно защищенный Эдинбургский замок, находившийся в руках англичан после вторжения 1335 года. Повторить успех Томаса Рэндольфа, 1-го графа Морея, смело захватившего замок в 1314 году, когда они взобраться на замок-скалу, было невозможно из-за новых английских укреплений. Уильяму Дугласу пришлось придумать новую стратегию, и он решил принять очень старую стратегию — троянского коня.
Гарнизон замка постоянно нуждался в припасах и корме для своих животных и лошадей, и для этой цели использовали различных местных торговцев. Уильям Дуглас и его помощники переоделись торговцами и приобрели повозки с сеном, в которых они спрятали своих воинов. При въезде в замок последняя повозка остановилась, чтобы не дать воротам закрываться. Люди Дугласа хлынули из повозок, и через открытые ворота жители Эдинбурга вышли на бой с английскими защитниками, сбив многих с замковой скалы.
Контроль над Эдинбургом дал Уильяму Дугласу власть и влияние, чтобы контролировать всю Южную Шотландию от Дамфриса до Мерса. Однако его правовое положение было непрочным, и его пришлось поддерживать силой. Хотя его предшественник «сэр Джеймс Добрый» был связан узами личной дружбы и лояльности с Брюсами, между изгнанным королем Давидом II и оставшимся хранителем королевства Робертом Стюартом таких связей не было. Чтобы убедиться, что его усилия по обеспечению своего превосходства не были напрасными, Дуглас решил навестить короля Давида во Франции в попытке наладить дружбу между ними.

## Возвращение Давида II

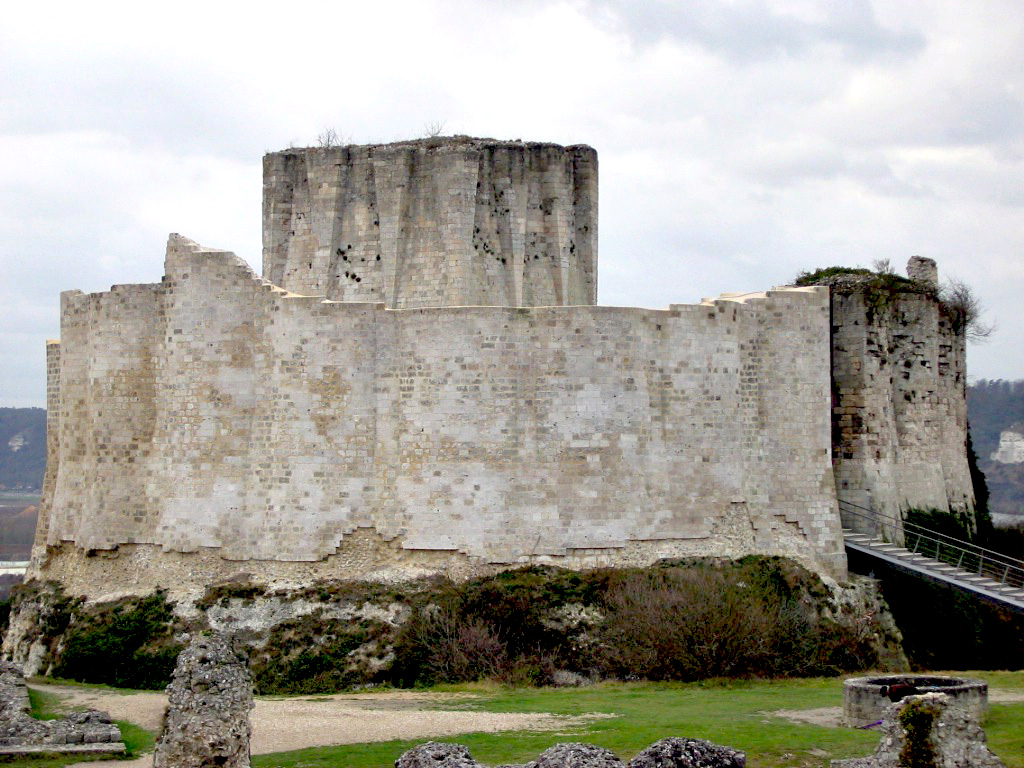
Шато-Гайар, резиденция короля Давида Брюса во Франции

В 1339 году Уильям Дуглас посетил короля в замке Гайяр на Сене, в 50 милях к северо-западу от Парижа. Дуглас вернулся из Франции с партией французских рыцарей и арбалетчиков и обещанием королевской милости в обмен на помощь в организации и подготовке пути к возвращению короля в Шотландию.
В июле 1342 года Уильям Дуглас получил графство Атолл, которое удерживала корона в течение нескольких лет. Ему оставалось только удерживать графство в течение нескольких месяцев, прежде чем он был вынужден уступить титул дяде короля Давида, верховному наместнику Шотландии Роберту Стюарту (позже Роберту II Шотландскому). В сентябре того же года, возможно, в знак признания потери графства, король Дэвид Брюс передал Уильяму Дугласу конфискованные земли сэра Джеймса Ловелла в Эскдейле и Эвесдейле. Позже, в 1342 году, Уильям Дуглас снова вступил в судебную тяжбу с хранителем Робертом Стюартом, будучи вынужденным передать ему земли, которые он держал под опекой для молодого лорда Дугласа. Хартия на эти земли в Лиддесдейле, где находился Дуглас, была признана недействительной, потому что сэр Арчибальд Дуглас, хранитель, предоставил эти земли себе во время правления короля Давида.

## Убийство Рамзи
Между Дугласом и его соотечественником сэром Александром Рамзи из Далхаузи возникло острое соперничество, которое переросло в ревность в результате дуэли, состоявшейся в декабре 1341 года. Дугласу бросил вызов Генри, граф Дерби в Роксбурге. Дуглас, из-за того, что его копье сломалось при первом же ударе, и его рука была повреждена, он не смог продолжить бой. Для достижения более удовлетворительного результата был организован турнир между рыцарями обеих наций. Дуглас все еще не смог восстановить способность использовать свою руку, поэтому шотландские рыцари во главе с сэром Александром Рамзи победили англичан. Успех Рамзи здесь и его более поздний захват замка Роксбург на Пасху 1342 года, главным констеблем которого был Уильям Дуглас, последний воспринял как смертельное оскорбление. После возвращения царя Давида король лишил Дугласа должностей констебля Роксбурга и шерифа Тевиотдейла, передав их сэру Александру Рамзи.
Возможно, из-за этих или, возможно, по другим причинам, Уильям Дуглас привел большую группу людей в Хоик, где Рамзи проводил суд. Люди Дугласа схватили Рамзи, привязали его к мулу и увезли в замок Эрмитаж. Рамзи был брошен в убежище и умер от голода, оставаясь без еды и воды до семнадцати дней.
Однако после вмешательства Стюартов Уильям Дуглас вернулся на сторону короля и к концу 1342 года вернулся на свои прежние должности.

## Невиллс-Кроссе

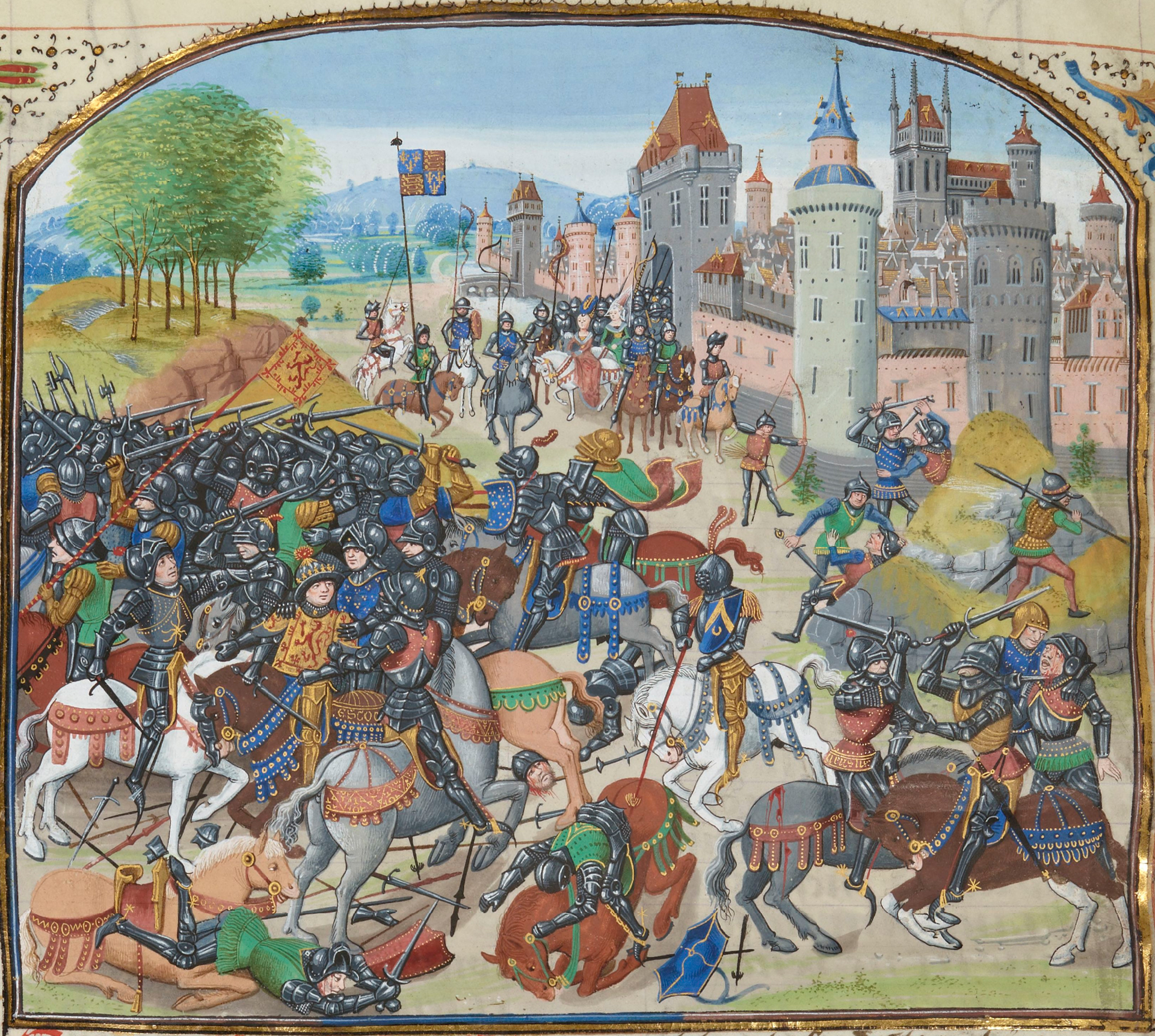
Битва при Невиллс-Кроссе

В 1346 году большая часть английской армии Эдуарда III отправилась в войну против французов. Французы отчаянно нуждались в отвлечении англичан и призвали короля Шотландии Давида II атаковать английскую северную границу. Король Давид Брюс с радостью согласился и выступил в поход в Англию с 12000 человек, которые разбили и разграбили части Камберленда и Нортумберленда, прежде чем войти в Дарем, где они разбили лагерь в Беарпарке к западу от города. Шотландцы были разделены на три отряда под соответствующими командами короля Давида, графа Морея и сэра Уильяма Дугласа. 17 октября сэр Уильям Дуглас позволил своим людям неистовствовать по всему Дарему, отклонившись на юг до Феррихилла, где, к своему удивлению, они столкнулись с частью английской армии численностью от 6000 до 7000 человек, преследовавшей их на севере. Под руководством сэра Ральфа Невилла и при поддержке людей Томаса Рокби и лорда Перси англичане добились успеха в этой первой схватке, и многие шотландцы погибли. При отступлении на север настоящая битва произошла на Красных холмах в районе Невиллс-Кросса (существовавшего до битвы). Шотландские силы были разбиты.
Король Давид Брюс бежал с поля боя, как и Роберт Стюарт и Патрик, граф Марч. Раненый царь Давид впоследствии попал в плен. В конце концов, он был выкуплен после того, как провел в плену у англичан одиннадцать лет.

## Возвращение лорда Дугласа
Хотя английский король вскоре выкупил некоторых шотландских дворян, чтобы получить доход от войны с Францией, рыцарь Лиддесдейла и, конечно же, король по-прежнему находились в заключении в Лондонском Тауэре.
Однако тюремный опыт не полностью подавил козни рыцаря в Шотландии, поскольку в 1350 году, через четыре года своего пленения, он каким-то образом сумел организовать убийство сэра Дэвида Барклая, чтобы отомстить Барклаю за убийство своего брата, которое произошло в то время как Рыцарь был в Тауэре.
В 1351 году английский король Эдуард III, все еще нуждавшийся в средствах для своих войн, решил, что пришло время выкупить шотландского короля. Он установил выкуп за короля в размере 40 000 фунтов стерлингов, а король Давид Брюс был временно освобожден из тюрьмы, чтобы убедить шотландскую знать удовлетворить требование. Уильям Дуглас также был освобожден. Таким образом, двое поехали на север в сопровождении гвардии английских солдат.
Однако из-за внутренних конфликтов в Шотландии Дэвид Брюс и Уильям Дуглас не смогли получить выкуп, и оба были возвращены в Тауэр. Следующей уловкой английского короля было «обратить» короля Шотландии и рыцаря Лидлсдейла на его сторону, пообещав их освобождение при условии, что они, по сути, подчинятся его сюзеренитету в Шотландии. К этому времени срок заточения продлился до одиннадцати лет, и свобода любой ценой, возможно, понравилась двум заключенным.
Воспользовавшись этим предложением, Уильям Дуглас согласился на следующие условия: (а) сдача им замка Лиддел, (б) верность английскому королю против всех врагов, кроме шотландцев, если он (Лиддесдейл) не пожелает этого; и (c) передача англичанам его дочери и ближайшего наследника мужского пола (его племянника Джеймса де Дугласа) сроком на два года. Взамен Дуглас обретет свободу и получит территорию Лиддесдейла, замок Эрмитаж и некоторые земли в Аннандейле. Совершив этот акт измены, рыцарь Лиддесдейла был освобожден и вернулся в Шотландию в июле 1352 года, рассчитывая на поддержку шотландцев, симпатизирующих Англии, чтобы помочь ему в его замысле. Однако эта надежда была подорвана тем фактом, что Уильям, лорд Дуглас, обеспечил лояльность этих шотландцев еще до того, как рыцарь Лиддесдейла был освобожден.

## Смерть
Рыцарь Лиддесдейла обнаружил, что за одиннадцать лет плена в Шотландии многое изменилось, не в последнюю очередь из-за того, что Уильям, лорд (впоследствии граф) Дугласа, заполнил вакуум власти, созданный его отсутствием. Фактически, когда рыцарь Лиддесдейла направлялся на север в Англию, чтобы предать свою страну, лорд Дуглас боролся за то, чтобы удержать англичан к югу от шотландской границы. То, что было дальше, уже веками является предметом споров. Эти два могущественных и влиятельных родственника, каждый со своими собственными намерениями, столкнулись друг с другом однажды, когда рыцарь охотился в лесу Эттрик, и лорд Дуглас убил рыцаря Лиддесдейла. Тело Уильяма из Лиддесдейла было доставлено сначала в Линден-Кирк, часовню в Эттрике, а затем в аббатство Мелроуз для захоронения перед алтарем Святой Бриджит (покровительницы клана Дуглас). Позже лорд Дуглас принес умерщвление церкви за мессы за душу убитого им человека. Гэлсвуд (или Галфорд), место смерти рыцаря, было переименовано в «Надежда Уильяма», и на этом месте в память о нем был воздвигнут крест, названный «Крест Вильгельма».
Были предложены различные теории относительно причины действий лорда Уильяма Дугласа в тот день. Шотландский хронист Джон Фордун (ум. 1384) рассуждал, что убийство было местью за убийство рыцарем сэра Александра Рамзи и сэра Дэвида Барклая. Шотландский историк Дэвид Хьюм из Годскрофта (1558—1629) считал убийство актом ревнивого гнева, вызванным вниманием рыцаря к графине Дуглас, идея, которая стала предметом популярной баллады. Однако это легко игнорируется тем фактом, что лорд Дуглас фактически женился только в 1357 году. Третье объяснение убийства Лиддесдейла состоит в том, что лорд Дуглас обнаружил предательский план своего крестника, который он стремился предотвратить. Однако этому нет никаких доказательств. Последняя теория состоит в том, что лорд Дуглас был в ярости из-за того, что рыцарь Лиддесдейл отдал земли, которые он (лорд Дуглас) желал, и действительно, в конце концов, он действительно потребовал их как свои.
8 октября 1354 года английский король захватил замок Эрмитаж, но вернул его Элизабет, вдове рыцаря, после того, как она присягнула ему и согласилась оставить там английский гарнизон. Он также пообещал увеличить её собственность, если она выйдет замуж за англичанина. После её замужества с Хью Дакром (братом Уильяма, лорда Дакра) обещание было выполнено, и Дакр стал командиром гарнизона. В 1355 году он был официально назначен хранителем замка Эрмитаж с правом владения им и его наследниками. Как только это соглашение было заключено, дочь и наследник рыцаря Лиддесдейла были освобождены из лондонского плена.